# ماجولان
ماجولان هي قرية في مقاطعة خلخال، إيران. يقدر عدد سكانها بـ 178 نسمة بحسب إحصاء 2016.